# Pimpla saussurei
Pimpla saussurei är en stekelart som beskrevs av Oswald Heer 1856. Pimpla saussurei ingår i släktet Pimpla och familjen brokparasitsteklar. Inga underarter finns listade i Catalogue of Life.